# Norrvidinge tingslag
Norrvidinge tingslag var ett tingslag i Kronobergs län i Mellersta Värends domsaga. Tingsplats var i Tjureda.
Tingslaget bildades 1680 och omfattade Norrvidinge härad. Tingslaget uppgick 1919 i Mellersta Värends tingslag. 